# Masarach
Masarach (en catalán y oficialmente Masarac i Vilarnadal) es un municipio español de la comarca del Alto Ampurdán en la provincia de Gerona, Cataluña.
Situado en un terreno llano con relieves suaves, su altura máxima no supera los 200 metros, está atravesado por el río Anyet. En sus campos se cultiva mayoritariamente cereales, viña y olivos, siendo ésta la base económica del municipio junto con las granjas porcinas.

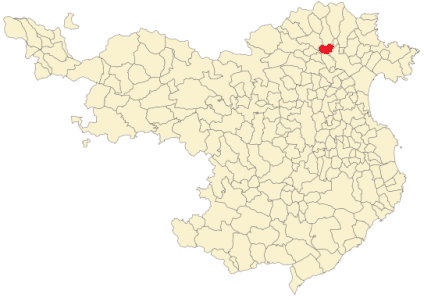
Situación de Masarac en la provincia de Gerona

## Símbolos
El escudo de Masarach se define por el siguiente blasón:
«Escudo losanjado: de sinople, una espada de argén adornada de oro y un báculo de abad de argén pasados en sautor. Por timbre, una corona mural de pueblo.»
Fue aprobado el 15 de noviembre de 1991. La espada y el báculo son los atributos de San Martín, soldado y obispo, que es el patrón del pueblo.

## Entidades de población
- Masarac
- Vilarnadal
- El Priorat

## Demografía
Masarach cuenta con una población de 297 habitantes (INE 2024).
| Gráfica de evolución demográfica de Masarach entre 1842 y 2021 |
| |
| Población de derecho según los censos de población del INE Población de hecho según los censos de población del INEEntre el censo de 1857 y el anterior, crece el término del municipio porque incorpora a Vilarnadal |

## Lugares de interés

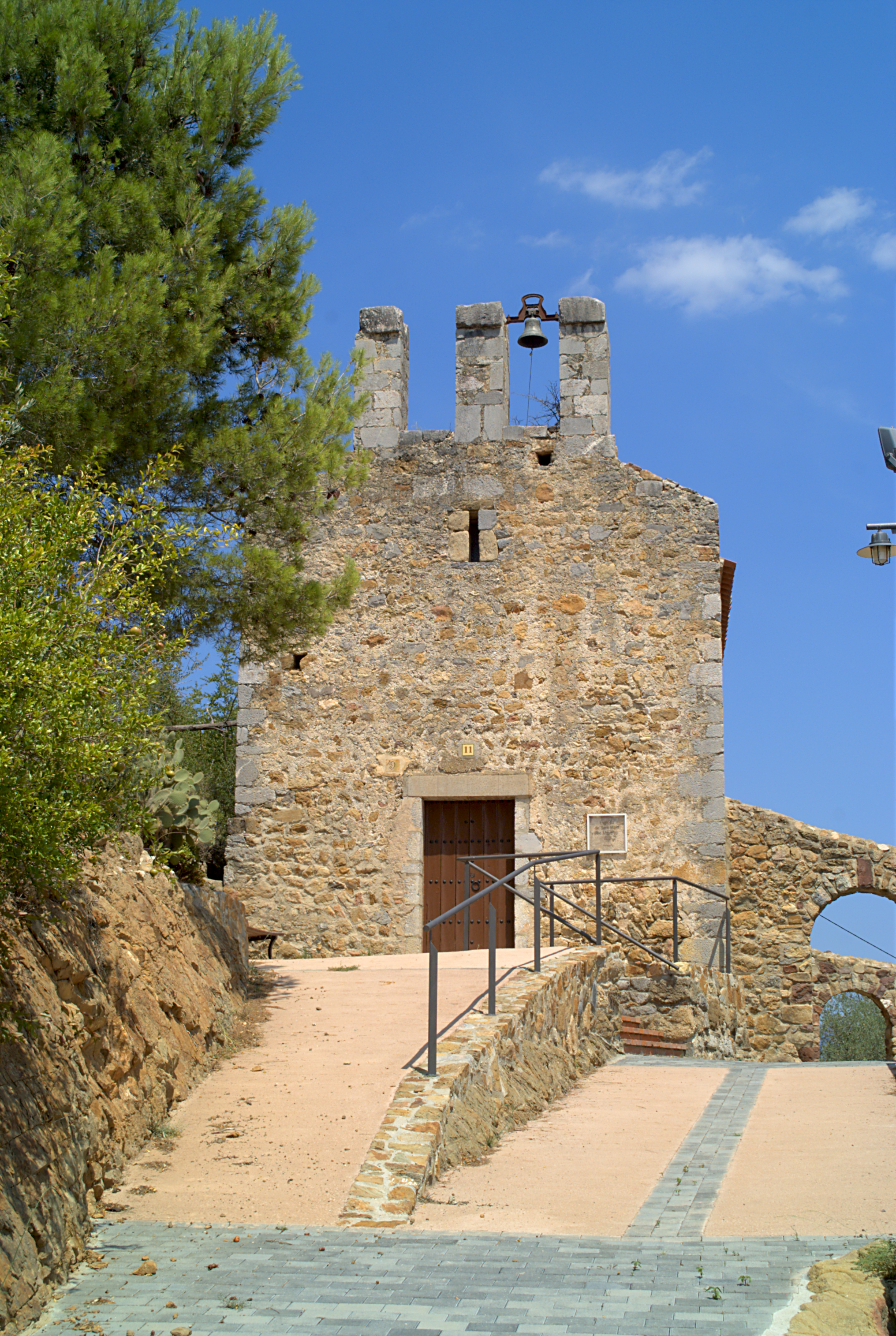
Iglesia de San Martín

- Iglesia de San Martín de Masarac. Prerrománica de los siglos VIII-IX con posteriores reformas especialmente en el siglo XII. Consta de una nave i un ábside trapezoidal. Solo las paredes de la nave y el extremo del ábside son originales.
- Monasterio de Santa María de l'Om. Siglos XI-XII
- Restos del castillo de Vilarnadal.